# 2 de mayo
El 2 de mayo es el 122.º (centésimo vigesimosegundo) día del año en el calendario gregoriano y el 123.º en los años bisiestos. Quedan 243 días para finalizar el año. Durante este día finaliza el primer tercio del año.

## Acontecimientos
- 693: en la actual España, Égica ordena concluir el XVI Concilio de Toledo.
- 1027: en la península de Yucatán (México) se forma la Liga de Mayapán entre varias regiones mayas (que durará hasta 1194).
- 1198: en Austria y Bohemia se registra un terremoto.
- 1212: a 75 km al norte de Eilat (Israel) 30°00′N 35°12′E / 30, 35.2, a las 5:00 de la madrugada (hora local) se produce un terremoto con una intensidad entre 8 y 9 grados de la escala de Richter, que deja registros en Al-Karak (Jordania, 140 km al nornoreste), Jerusalén (Israel, 180 km al nornoroeste) y El Cairo (Egipto, 380 km al oeste) y un saldo de «muchos» muertos. (Quizá sucedió el día anterior).
- 1482: en Granada (España) tiene lugar un amago de rebelión protagonizado por los Abencerrajes, lo que hace que el rey Abu-l-Hasan Alí ―convencido de la complicidad de su esposa Aixa y su hijo Boabdil―, los encierre en la torre de Comares.
- 1492: en las afueras de la Villa de Madrid (España) se funda el pueblo de San Sebastián de los Reyes tras la huida de unos vecinos de la localidad de Alcobendas.
- 1568: en Shanxi (China) sucede un terremoto. Posiblemente sea el mismo que quedó registrado dos semanas después.
- 1598: el rey de España (Felipe II) y el de Francia (Enrique IV) firman la Paz de Vervins, uno de los tratados que sirvió para acabar las Guerras de Religión de Francia.
- 1620: la ciudad de Panamá (de 8000 habitantes) sufre un terremoto que deja muchos muertos y heridos y daños estructurales.
- 1672: en Paraguay se funda el pueblo de Itapé.
- 1808: En Madrid, España, los habitantes se rebelan contra las tropas de ocupación francesas, en una lucha callejera que se extendió por toda la ciudad. La represión contra los insurrectos fue muy dura, lo que unido a los abusos de los invasores y al secuestro de la Familia Real, provocó una serie de levantamientos por todo el país iniciándose la Guerra de la Independencia española.
- 1812: rompimiento del Sitio de Cuautla, en Morelos, México.
- 1816: es librada la Batalla naval de Los Frailes en los alrededores del Archipiélago de Los Frailes, Venezuela.
- 1820: el puerto chileno de Talcahuano es ocupado por las fuerzas realistas del guerrillero Vicente Benavides, en el marco de las violentas incursiones de la llamada Guerra a muerte.
- 1826: en Portugal, Pedro IV renuncia al trono.
- 1866: Combate naval del 2 de mayo en el Callao, última acción de España contra las fuerzas de Perú en la Guerra hispano-sudamericana. Tras este combate España retira sus fuerzas navales de la costa del Pacífico.
- 1874: en Bilbao (España) se levanta el sitio carlista.
- 1879: en España se funda el Partido Socialista Obrero Español (PSOE).
- 1885: en Estados Unidos se funda la revista Good Housekeeping.
- 1902: en los Estados Unidos, 200 000 mineros inician una huelga para obtener mejoras salariales, reducción de horarios de trabajo y el reconocimiento de su sindicato (El Día del Trabajador corresponde al 1 de mayo de 1886).
- 1913: el general otomano Toptani proclama la autonomía de Albania, bajo protectorado turco.
- 1915: en Galitzia, Austria y Alemania llevan a cabo una ofensiva contra los rusos.
- 1916: el general Pétain deja el mando de Verdún a Nivelle para dirigir los ejércitos del centro.
- 1918: el Gobierno de Finlandia, con ayuda alemana, expulsa del sur del país a los guardias rojos.
- 1918: las tropas alemanas penetran en el territorio del Donetsk (Ucrania).
- 1921: en Roma se estrena la ópera Il piccolo Marat (de Mascagni).
- 1923: el Gobierno alemán solicita una nueva negociación sobre las reparaciones de guerra y propone pagar 30 000 millones de marcos oro.
- 1924: el pintor soviético Kasimir Malevich publica el Manifiesto suprematista.
- 1925: en España, la emigración ha sido superior en 50.838 personas a la del año pasado.
- 1928: en Madrid y Cádiz, el estreno de la obra El clamor (escrita por Azorín y Muñoz Seca) provoca sonoras protestas del público.
- 1928: el papa Pío XI desaprueba la celebración de competiciones deportivas femeninas en Roma.
- 1931: en España se dispone que el Himno de riego sustituya a la Marcha real.
- 1933: en Alemania ―en el marco del Gleichschaltung (control totalitario sobre los ciudadanos)― Adolf Hitler prohíbe los sindicatos.
- 1933: en Madrid se inaugura el Colegio Nacional de Ciegos, instalado en el palacio de Napoleón, donde este había tenido su cuartel general.
- 1935: se fundó el primer organismo de normalización en Latinoamérica, el IRAM en Argentina.
- 1935: se firma en París un pacto franco-soviético de asistencia mutua.
- 1935: el internista alemán Karl Kötschau, un importante portavoz de la medicina naturista (seudociencia de tipo holística), es nombrado director de la comisión de trabajo del Reich para la «nueva medicina alemana».
- 1937: Egipto es admitido en la Sociedad de Naciones.
- 1939: en Alemania comienzan las obras de construcción de la autopista Breslavia-Brno-Viena.
- 1945: Hans Krebs y Wilhelm Burgdorf se suicidan en un búnker en Berlín.
- 1945: cae Berlín ante las tropas soviéticas. Las tropas alemanas se rinden también en Italia.
- 1945: llega a Barcelona el político francés Pierre Laval, acompañado de su esposa y otros cuatro fugitivos de Vichý.
- 1946: En la Isla de Alcatraz se produjo el intento de fuga de seis presos que dio lugar a la "Batalla de Alcatraz"
- 1949: Arthur Miller (por su obra teatral Muerte de un viajante) y Robert Sherwood (por su biografía de Franklin Delano Roosevelt) reciben el premio Pulitzer.
- 1952: en Venezuela, es fundado el parque nacional Sierra Nevada.
- 1952: Se Introduce en el mercado aeronáutico el de Havilland Comet
- 1953: en Jordania es coronado el rey Hussein I.
- 1955: en la India, el Parlamento declara ilegales las discriminaciones de las que son víctimas los parias.
- 1957: en Nicaragua, Luis Somoza Debayle inicia seis años de dictadura.
- 1958: en Sevilla se practican 18 detenciones tras encontrar 6 mataderos clandestinos de carne caballar y cuatro fábricas de embutidos.
- 1959: en Guatemala, el presidente Miguel Ydígoras Fuentes moviliza las tropas ante una posible invasión cubana.
- 1962: en Argelia mueren 110 personas y 147 resultan heridas en diversos atentados de la OAS.
- 1962: a 1533 metros de altura, sobre el atolón Kiritimati, a las 8:02 de la mañana (hora local) Estados Unidos detona su bomba atómica Arkansas, de 1100 kt. Es la bomba n.º 231 de las 1132 que Estados Unidos detonó entre 1945 y 1992.
- 1962: el Benfica de Lisboa se proclama por segunda vez campeón de Europa tras vencer al Real Madrid por 5 a 3.
- 1964: en Saigón, Vietnam del Sur en el contexto de la Guerra de Vietnam dos comandos del Frente Nacional de Liberación de Vietnam (conocido por los estadounidenses como Viet Cong) hunden el portaaviones de escolta USNS Card.
- 1965: en los Estados Unidos, el presidente Lyndon Johnson afirma que 14 000 soldados permanecen en la República Dominicana para impedir que el país se convierta en un estado socialista.
- 1966: en Madrid y Pamplona se producen graves enfrentamientos entre la policía y los estudiantes.
- 1968: en París, manifestaciones estudiantiles dan lugar al Mayo francés.
- 1969: Cristóbal Halffter dirige con gran éxito el Orfeón Pamplonés y la Orquesta Nacional, en el estreno de su cantata Yes speak out, yes, compuesta para la Organización de las Naciones Unidas.
- 1976: Salvador de Madariaga lee su discurso de ingreso en la Real Academia Española.
- 1975: Se promulga en España la Ley 14/75 que modificó la situación jurídica de las mujeres casadas, siendo decisivo el trabajo de la jurista María Telo,
- 1976: Niki Lauda consigue la victoria en el Gran Premio de España de Fórmula 1.
- 1980: el papa Juan Pablo II inicia un viaje de once días de duración por el continente africano.
- 1981: en Marinaleda (Sevilla) finaliza la huelga de hambre de los jornaleros.
- 1982: 354 km (220 millas) al sursudoeste de las islas Malvinas ―o sea, fuera de la «zona de exclusión» de 200 millas alrededor de las islas aceptada por ambas partes de la guerra de las Malvinas―, el submarino británico HMS Conqueror hunde al crucero argentino ARA General Belgrano. Mueren 323 marinos argentinos.
- 1982: Álvaro Magaña se convierte en presidente interino de El Salvador.
- 1983: científicos australianos anunciaron que implantaron con éxito en una mujer un embrión congelado.
- 1983: en España, el Gobierno rechaza el documento de la Junta Militar argentina acerca de los españoles «desaparecidos» en dicho país.
- 1985: en Móstoles (Madrid), el ayuntamiento firma una declaración de paz simbólica con Francia.
- 1986: Henri Toivonen y Sergio Cresto fallecen durante la disputa del Rally de Córcega.
- 1986: La Sociedad Científica Juvenil se funda en Ensenada, Baja California, México.
- 1987: en Madrid se constituye la Confederación Estatal de Asociaciones de Estudiantes.
- 1988: el Consejo de Europa concede el premio del Mejor Museo del Año al de las Descalzas Reales de Madrid.
- 1989: España ratifica el convenio europeo para la prevención de la tortura y los tratos inhumanos o degradantes.
- 1991: en Halle (Alemania), Helmut Kohl (canciller de la Alemania Occidental) es recibido con huevazos y bolsas de tinta durante la primera visita que realiza a uno de los nuevos territorios federales.
- 1992: en la Federación Rusa, Borís Yeltsin asume el cargo de jefe del Ejército por decreto propio.
- 1992: la Comunidad Económica Europea y la EFTA acuerdan la creación del Espacio Económico Europeo (EEE), mercado único que aglutinará la mitad del comercio mundial.
- 1994: En Sudáfrica, el activista antiapartheid Nelson Mandela ―cuatro años después de recuperar su libertad, tras 27 años en prisión― gana las primeras elecciones democráticas en Sudáfrica tras el apartheid. Estados Unidos lo quitará de su «lista de terroristas» recién en julio de 2008.
- 1994: en Bangladés mueren 200 personas a causa de un ciclón.
- 1997: el equipo científico de Atapuerca obtiene el premio Príncipe de Asturias de Investigación.
- 1997: en Reino Unido, Tony Blair es elegido primer ministro. Es el primer ministro más joven en 185 años.
- 1999: los tres soldados estadounidenses capturados por tropas serbias son entregados al líder religioso estadounidense Jesse Jackson, que negoció personalmente su liberación con el presidente Milosevic.
- 1999: en Panamá, Mireya Moscoso (viuda del presidente Arnulfo Arias) resulta elegida presidenta tras vencer al candidato oficialista Martín Torrijos (hijo del difunto dictador Omar Torrijos).
- 2001: se inicia el movimiento por la liberación de la marihuana (véase Día Mundial por la Liberación de la Cannabis).
- 2002: en el municipio colombiano de Bojayá (departamento del Chocó), las FARC (Fuerzas Armadas Revolucionarias de Colombia) masacran a 119 personas.
- 2003: en aguas del mar Amarillo, los 70 tripulantes de un submarino chino fallecen en un accidente.
- 2004: en Faluya (Irak) mueren seis soldados estadounidenses en un ataque de los insurgentes iraquíes.
- 2004: en Nigeria, la violencia étnica se cobra centenares de vidas.
- 2004: en Ámsterdam (Países Bajos), la gimnasta española Elena Gómez consigue la medalla de plata en suelo en los Campeonatos de Europa.
- 2004: en Alemania, María Vasco gana la medalla de bronce en los 20 km de la Copa del Mundo de Marcha.
- 2004: en España, el equipo español de balonmano Ciudad Real se proclama campeón de la Liga Asobal.
- 2005: en el norte de Afganistán, la explosión de un polvorín clandestino deja 28 muertos y más de 70 heridos.
- 2006: en Andalucía (España), el Parlamento aprueba la reforma del Estatuto de autonomía con 67 votos a favor (PSOE e IU) y 41 en contra (PP y Partido Andalucista).
- 2008: en Chile, el volcán Chaitén entra en erupción a las 0:30 (UTC-4), siendo la primera erupción de la que se tiene registro. La erupción provoca que los habitantes de Chaitén y Futaleufú tengan que ser evacuados de urgencia por la densa nube de ceniza en el lugar.
- 2011: un equipo de fuerzas militares estadounidenses declara haber localizado y matado a Osama bin Laden, el terrorista más buscado del mundo, jefe de la banda terrorista Al Qaeda.
- 2016: estreno de la serie de Nickelodeon The Loud House.
- 2020: Empieza la desescalada del COVID-19 en España, permitiendo a la gente volver a salir a la calle a realizar deporte y paseos al aire libre, con unas franjas horarias establecidas por el gobierno.
- 2022: Se celebró la Met Gala en el Museo Metropolitano de Arte y el tema fue "Gilded glamour and White tie".

## Nacimientos
- 1360: Yongle, emperador chino (f. 1424).
- 1451: Renato II de Lorena, aristócrata francés (f. 1508).
- 1458: Leonor de Viseu, aristócrata portuguesa (f. 1525), esposa del rey Juan II de Portugal.
- 1551: William Camden, anticuario e historiador británico (f. 1623).
- 1579: Tokugawa Hidetada, militar político japonés (f. 1632).
- 1602: Athanasius Kircher, jesuita alemán (f. 1680).
- 1660: Alessandro Scarlatti, músico italiano (f. 1725).
- 1729: Catalina II la Grande, zarina rusa (f. 1796).
- 1737: William Petty Landsdowne, estadista británico (f. 1805).
- 1740: Pedro Aranaz, compositor español (f. 1820).
- 1754: Vicente Martín Soler, compositor español (f. 1806).
- 1772: Novalis (Georg von Handenburg), poeta alemán (f. 1801).
- 1791: Atanasio Girardot, militar y prócer colombiano (f. 1813).
- 1806: Catherine Labouré, religiosa y «vidente» francesa, creadora de la Medalla Milagrosa (f. 1876).
- 1806: Charles Gleyre,artista suizo.(f.1874)
- 1828: Désiré Charnay, explorador, arqueólogo y fotógrafo francés (f. 1915).
- 1846: Zygmunt Noskowski,  compositor polaco (f. 1909)
- 1853: Antonio Maura, político español (f. 1925).
- 1856: Matthew Talbot, obrero y religioso católico irlandés (f. 1925).
- 1859: Jerome K. Jerome, escritor británico (f. 1927).
- 1860: Theodor Herzl, escritor y periodista judío austrohúngaro (f. 1904).
- 1871: Francis P. Duffy, sacerdote estadounidense (f. 1932).
- 1879: James F. Byrnes, político estadounidense (f. 1972).
- 1886: Gottfried Benn, médico y poeta alemán (f. 1956).
- 1888: Félix Burriel, escultor español (f. 1976).
- 1890: E. E. Smith, escritor estadounidense (f. 1965).
- 1892: Barón Rojo (Manfred von Richthofen), aviador militar alemán (f. 1918).
- 1894: Norma Talmadge, actriz y productora estadounidense (f. 1957).
- 1895: José Azueta Abad, marino mexicano (f. 1914).
- 1895: Eugen Relgis, filósofo, anarquista y pacifista rumano (f. 1987).
- 1897: Gregorio Prieto, pintor español (f. 1992).
- 1899: Rodolfo Tálice, escritor uruguayo (f. 1999).
- 1901: Chiyo Miyako, supercentenaria japonesa, última persona verificada nacida en 1901 en morir (f. 2018).
- 1902: Eduardo Westerdahl, pintor español (f. 1983).
- 1906: Aileen Riggin, nadadora estadounidense (f. 2002).
- 1907: José García Santesmases, físico e informático español (f. 1989).
- 1908: Juan Luis Vassallo, escultor español (f. 1986).
- 1910: Maksim Munzuk, actor ruso (f. 1999).
- 1912: Eduardo Pisano, pintor español (f. 1986).
- 1913: Iván Shkadov, militar soviética (f. 1991).
- 1916: Raúl A. Sichero Bouret, arquitecto uruguayo (f. 2014).
- 1917: Olga Sanfirova, piloto militar soviética, Heroína de la Unión Soviética (f. 1944).
- 1921: Satyajit Ray, cineasta indio (f. 1992).
- 1922: Sarah Bianchi, actriz, directora de teatro, titiritera y autora argentina (f. 2010).
- 1923: Patrick Hillery, presidente irlandés (f. 2008).
- 1924: Theodore Bikel, actor y cantante austriaco (f. 2015).
- 1925: Roscoe Lee Browne, actor estadounidense (f. 2007).
- 1927: Víctor Rodríguez Andrade, futbolista uruguayo (f. 1985).
- 1927: José María Ruiz Gallardón, político español (f. 1986).
- 1928: Horst Stein, director de orquesta y músico alemán (f. 2008).
- 1929: Édouard Balladur, político francés.
- 1933: Valentín Trujillo, pianista chileno.
- 1935: Faysal II, último rey iraquí (f. 1958).
- 1935: Luis Suárez Miramontes, futbolista y entrenador de fútbol español (f. 2023).
- 1935: Alicia Rodríguez, actriz mexicana de cine, teatro, radio y televisión.
- 1936: Norma Aleandro, actriz y guionista argentina.
- 1936: Engelbert Humperdinck, cantante británico.
- 1936: Bernard Saladin d’Anglure, antropólogo canadiense (f. 2025).
- 1938: Moshoeshoe II, rey lesotense (f. 1996).
- 1939: Sumo lijima, descubridor de los nanotubos de carbono.
- 1940: Chóforo (Raúl Padilla), actor y comediante mexicano (f. 2013).
- 1941: Marcela López Rey (Emma Ucha), actriz argentina.
- 1942: Jacques Rogge, empresario francés, presidente del Comité Olímpico Internacional entre 2001 y 2013 (f. 2021).
- 1943: Regina Carrol, actriz y cantante estadounidense (f. 1992).
- 1945: James Vaupel, investigador, profesor y científico estadounidense (f. 2022).
- 1945: Bianca Jagger, actriz, modelo y activista nicaragüense.
- 1946: Lesley Gore, cantante estadounidense (f. 2015).
- 1946: Bruce Robinson, cineasta británico-inglés.
- 1946: David Suchet, actor británico.
- 1949: James Byrd Jr., ciudadano afroestadounidense que fue brutalmente asesinado por tres supremacistas blancos en la ciudad de Jasper (estado de Texas), el 7 de junio de 1998.
- 1950: Lou Gramm, músico estadounidense, de la banda Foreigner.
- 1952: Christine Baranski, actriz estadounidense.
- 1953: Valeri Gérgiev, director de orquesta y músico ruso.
- 1953: Salvador Vidal, actor de doblaje.
- 1955: Donatella Versace, diseñadora de moda italiana.
- 1955: Carmen Ordóñez, socialité española.

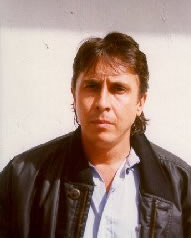
Fabio Ochoa Vásquez

- 1957: Luis Fernando Montoya (entrenador), es un exentrenador de fútbol.
- 1957: Fabio Ochoa Vásquez, narcotraficante colombiano.
- 1958: Pello Uralde, futbolista español.
- 1959: Zoé Valdés, escritora cubana.
- 1961: Stephen Daldry, cineasta británico.
- 1962: Miklós Spányi, organista, clavecinista y tecladista húngaro.
- 1963: Ray Traylor, luchador profesional (f. 2004)
- 1965: Myriam Hernández, cantante chilena.
- 1965: Pepa Plana, payasa española.
- 1967: Ageha Ohkawa, mangaka japonesa.

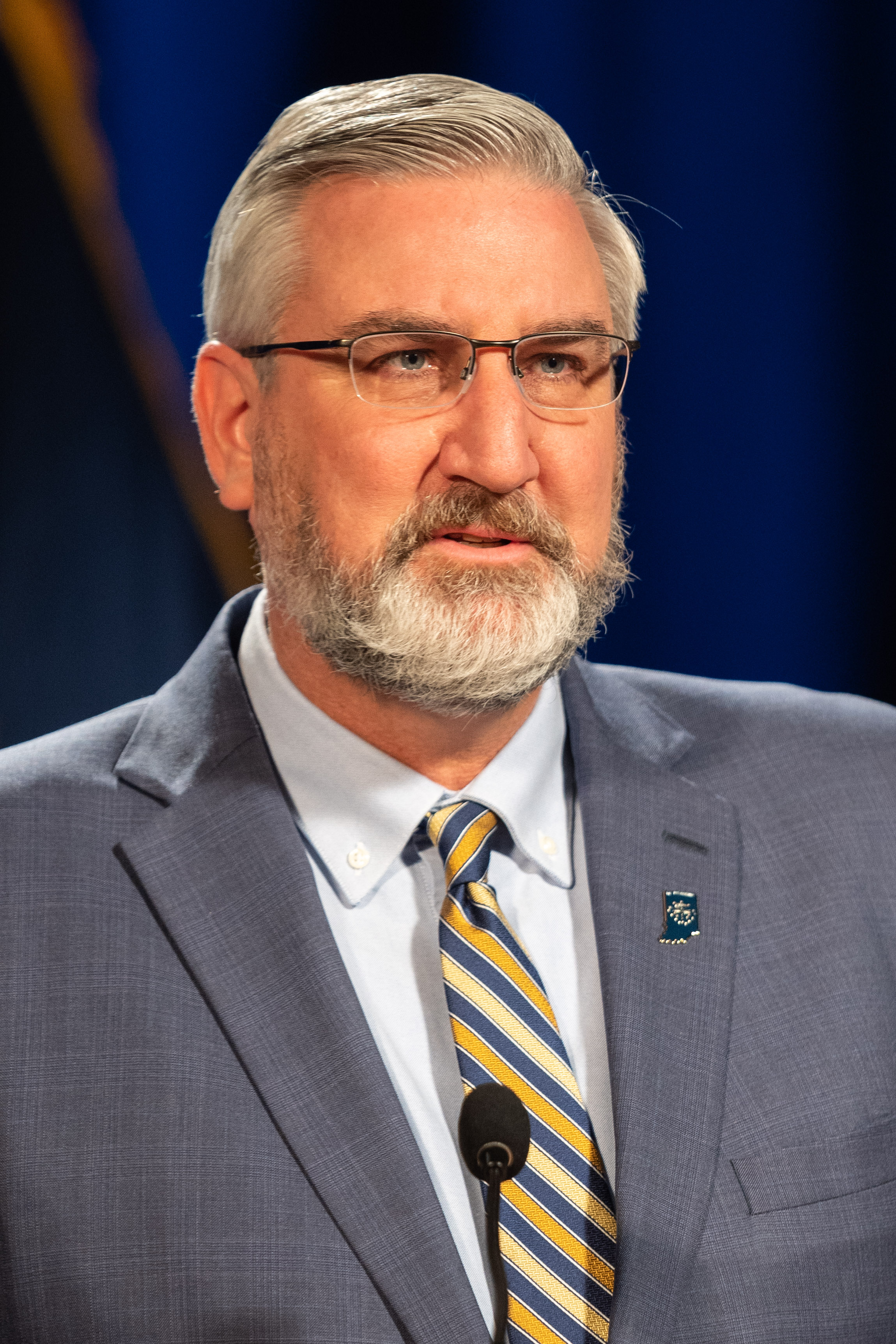
Eric Holcomb

- 1968: Jeff Agoos, futbolista estadounidense.
- 1968: Millie Stegman, actriz argentina.
- 1968: Hikaru Midorikawa, actor de voz japonés.
- 1968: Eric Holcomb, político y militar estadounidense, Gobernador de Indiana desde 2017.
- 1969: Brian Lara, jugador de críquet trinitario.
- 1971: David Nahón, escritor y artista plástico argentino.
- 1972: Dwayne Johnson, luchador profesional y actor estadounidense.
- 1973: Florian Henckel von Donnersmarck, cineasta alemán.
- 1974: Gonzalo Quesada, rugbista argentino.
- 1974: Ricardo Lucas, futbolista brasileño.
- 1975: David Beckham, futbolista británico.
- 1975: Eva Santolaria, actriz española.
- 1975: Ramon di Clemente, remero sudafricano.
- 1976: Blanca Romero, actriz, cantante y modelo española.
- 1976: Giovanny Ayala, cantante colombiano de música popular.
- 1976: Léster Morgan, portero costarricense (f. 2002).
- 1978: Marta Aledo, actriz española.
- 1979: Andrea Martongelli, guitarrista italiano.
- 1979: Joseph Elanga, futbolista camerunés.
- 1979: Mirsha Serrano, futbolista mexicano (f. 2007).
- 1980: Tim Borowski, futbolista alemán.
- 1980: Berry Powel, futbolista neerlandés.
- 1980: Fabrice Pancrate, futbolista francés.
- 1980: Lassaad Ouertani, futbolista tunecino (f. 2013).
- 1980: Ellie Kemper, actriz estadounidense.
- 1981: Matt Murray, futbolista británico.
- 1981: Tiago Mendes, futbolista y entrenador portugués.
- 1981: Michael Gspurning, futbolista austriaco.
- 1982: Rina Satō, seiyū japonesa.
- 1982: Iván Cervantes, motociclista español.
- 1982: Lorie, cantante francesa.

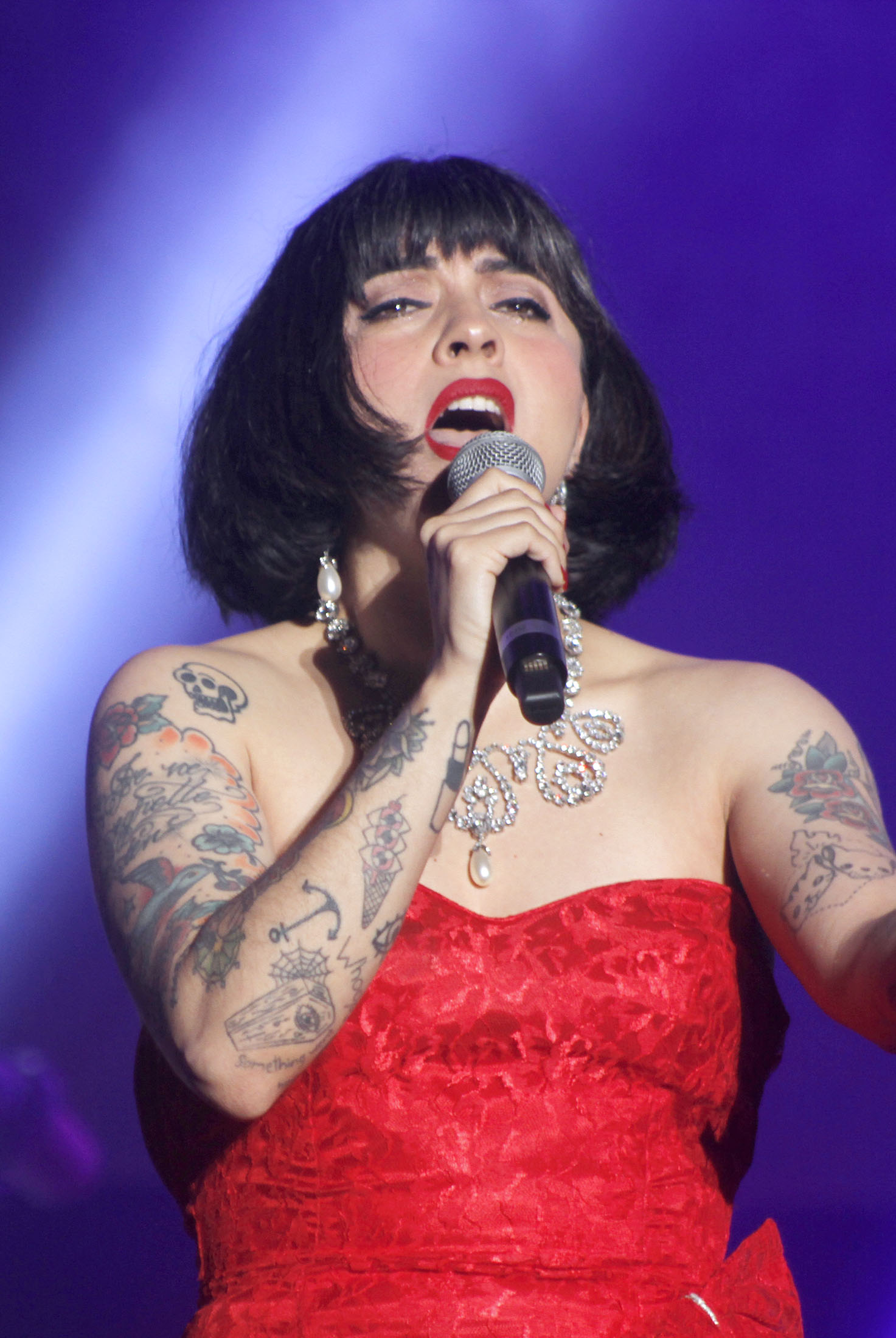
Mon Laferte

- 1983: Mon Laferte, cantante y compositora chilena.
- 1983: Dani Sordo piloto español de rally.
- 1983: Tina Maze, esquiadora eslovena.
- 1983: Carlos Henrique, futbolista brasileño.
- 1983: Maynor Figueroa, futbolista hondureño.
- 1983: Derek Boateng, futbolista ghanés.
- 1984: Saulius Mikoliūnas, futbolista lituano.
- 1984: Andrés Ortiz Moyano, periodista y escritor español.
- 1984: Yukari Kinga, futbolista japonesa.
- 1984: Jeon Seok-ho, actor surcoreano.
- 1985: Lily Allen, cantante británica.
- 1985: José Ascanio, beisbolista venezolano.
- 1985: David Nugent, futbolista británico.
- 1985: Federico Almerares, futbolista argentino.
- 1985: Aleksandr Galímov, jugador ruso de hockey sobre hielo (f. 2011).
- 1985: Kyle Busch, piloto de automovilismo estadounidense.
- 1986: Sani Kaita, futbolista nigeriano.
- 1986: Yasunobu Matsuoka, futbolista japonés.
- 1986: Kenta Kanō, futbolista japonés.
- 1986: Amandine Leynaud, balonmanista francesa.
- 1987: Xavi Martínez, comunicador español.
- 1987: Saara Aalto, cantante finlandesa.
- 1987: Tomer Hemed, futbolista israelí.
- 1987: Marcos Landeira, futbolista español.
- 1987: Adriano de Oliveira Santos, futbolista brasileño.
- 1988: Fabian Lustenberger, futbolista suizo.
- 1988: Alireza Haghighi, futbolista iraní.
- 1988: Jerry Akaminko, futbolista ghanés.
- 1988: Stephen Henderson, futbolista irlandés.
- 1989: Christian Alfonso, futbolista español.
- 1989: Felix Sunzu, futbolista zambiano.
- 1989: Fwayo Tembo, futbolista zambiano.
- 1989: Arnaud Djoum, futbolista camerunés.
- 1989: Hamdan Al-Kamali, futbolista emiratí.
- 1989: Juan Barrera, futbolista nicaragüense.
- 1989: Rodrigo Cabrera, futbolista uruguayo.
- 1989: Celio Valladares, futbolista hondureño.
- 1989: Allison Pineau, balonmanista francesa.
- 1990: Albert Costa, piloto español.
- 1990: Paul George, baloncestista estadounidense.
- 1990: Kay Panabaker, actriz estadounidense.
- 1991: Jonathan Villar, beisbolista dominicano.
- 1991: Farruko, cantante puertorriqueño.
- 1991: Sebastian Hertner, futbolista alemán.
- 1991: Janis Blaswich, futbolista alemán.
- 1991: André Geraldes, futbolista portugués.
- 1991: Serhiy Sydorchuk, futbolista ucraniano.
- 1992: Sunmi, cantante surcoreana.
- 1992: Lidija Kulis, futbolista bosnia.
- 1992: Kyosuke Narita, futbolista japonés.
- 1993: Luana Bertolucci, futbolista brasileña.
- 1993: Stanislav Lunin, futbolista kazajo (f. 2021).
- 1994: Petr Ševčík, futbolista checo.

- 1995: Mario Marzo, actor español.

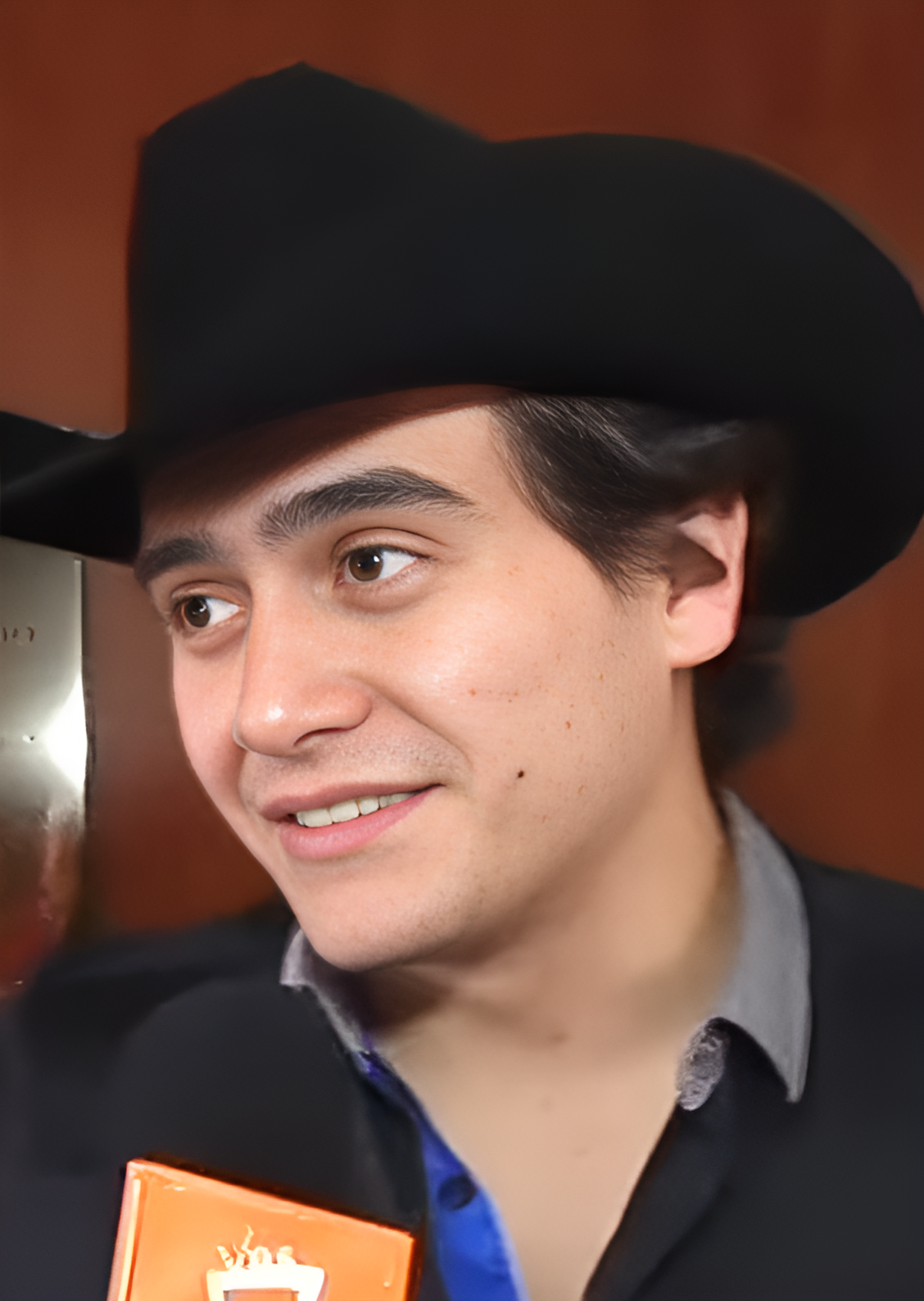
Julián Figueroa

- 1995: Julián Figueroa, cantante y actor mexicano (f. 2023).
- 1995: Renata Manterola, actriz y modelo mexicana.
- 1996: Mykola Matviyenko, futbolista ucraniano.
- 1996: Julian Brandt, futbolista alemán.
- 1996: Junya Suzuki, futbolista japonés.
- 1996: Thembi Kgatlana, futbolista sudafricana.
- 1996: Benjamín Kuscevic, futbolista chileno.
- 1997: BamBam, cantante, modelo, rapero y bailarín tailandés.
- 1997: Nicole Koller, ciclista suiza.
- 1997: Daiki Numa, futbolista japonés.
- 1997: Kota Ogino, futbolista japonés.
- 1997: Eilish Flanagan, atleta irlandesa.
- 1998: Anders Dreyer, futbolista danés.
- 1998: Jonathan Ikoné, futbolista francés.
- 1998: Víctor Fernández Satué, futbolista español.
- 1998: Javier Hernández Carrera, futbolista español.
- 1998: Mats Köhlert, futbolista alemán.
- 1998: Wakaba Shimoguchi, futbolista japonés.
- 1998: Cristhofer Mesías, futbolista chileno.
- 1999: Andre Dozzell, futbolista británico-inglés.
- 1999: Jorge Sanguina, futbolista paraguayo.
- 2000: Thomas Dean, nadador británico.
- 2000: Mia Melano, actriz pornográfica y modelo erótica estadounidense.
- 2000: Nicola Nanni, futbolista sanmarinense.
- 2000: Dagur Dan Þórhallsson, futbolista islandés.
- 2000: Lena Lattwein, futbolista alemana.
- 2000: Tomás Badaloni, futbolista argentino.
- 2000: Jiang Ranxin, tiradora china.
- 2000: Wang Guanbin, nadador chino.
- 2001: Antonella Ferradans, futbolista uruguaya.
- 2002: Killian Sardella, futbolista belga.
- 2003: Carlota Torrontegui, nadadora española.
- 2003: Marcos Leonardo, futbolista brasileño.
- 2015: Carlota de Cambridge, princesa británica.

## Fallecimientos
- 373: Atanasio de Alejandría, obispo cristiano egipcio (n. 296).
- 756: Shōmu, emperador japonés (n. 701).
- 907: Boris I, rey búlgaro (n. ¿?).
- 1302: Blanca de Artois, reina consorte de Navarra, princesa de Francia y condesa de Champaña y Brie (n. 1248).
- 1430: Giovanni Toscani, pintor italiano (n. 1372).
- 1459: Antonino de Florencia, religioso italiano (n. 1389).

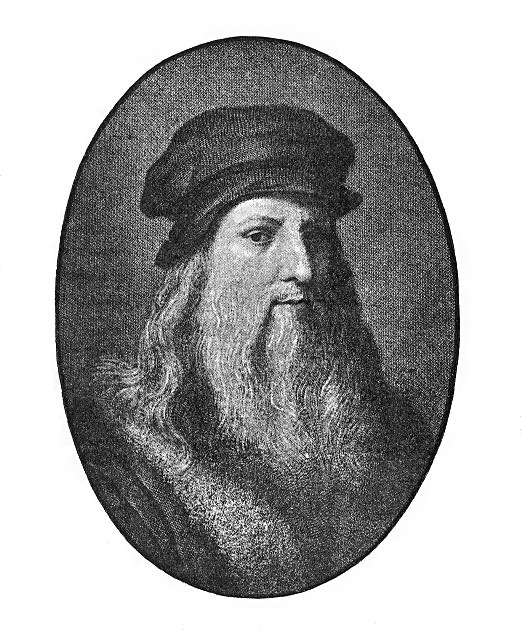
Leonardo da Vinci.

- 1519: Leonardo da Vinci, polímata italiano del renacimiento italiano (n. 1452).
- 1576: Bartolomé de Carranza, teólogo español (n. 1503).
- 1802: Vieira Portuense, pintor portugués (n. 1765).
- 1808: Luis Daoíz, militar español, héroe de la Guerra de la Independencia española (1808-1812) (n. 1767).
- 1808: Pedro Velarde, militar español, héroe de la Guerra de la Independencia (n. 1779).
- 1813: Augusto Fernando de Prusia, general y militar prusiano (n. 1730).
- 1844: William Beckford, crítico de arte y novelista británico (n. 1760).
- 1857: Alfred de Musset, poeta francés (n. 1810).
- 1864: Giacomo Meyerbeer (Yaakov Liebmann Beer), compositor judío alemán (n. 1791).
- 1866: José Gálvez Egúsquiza, abogado y político peruano (n. 1819).
- 1906: Carlos Calvo, jurista, diplomático e historiador argentino (n. 1824).
- 1909: Manuel Amador Guerrero, político panameño, presidente de Panamá entre 1904 y 1908 (n. 1833) (n. 1).
- 1915: Clara Immerwahr, química alemana (n. 1870).
- 1919: Gustav Landauer, filósofo anarquista alemán (n. 1870).
- 1925: Johann Palisa, astrónomo austriaco (n. 1848).
- 1929: Segundo de Chomón, cineasta español (n. 1871).
- 1929: José María Rubio, jesuita español, canonizado por la Iglesia católica (n. 1864).
- 1930: Isidor Gunsberg, ajedrecista húngaro (n. 1854).
- 1941: Guillermo Stange Wetzel, político chileno (n. 1863).
- 1945: Erich Bärenfänger, Militar alemán (n. 1915).
- 1945: Wilhelm Burgdorf, Militar alemán (n. 1895).
- 1945: Hans krebs, Militar alemán (n. 1898).
- 1945: Martin Bormann, político alemán (n. 1900).
- 1945: Ludwig Stumpfegger, médico alemán (n. 1910).
- 1955: Rodolfo Sánchez Taboada, militar y político mexicano (n. 1895).
- 1957: Joseph McCarthy, político estadounidense creador del macartismo (n. 1908).
- 1964: Julia Nava de Ruisánchez, escritora y activista mexicana (n. 1883).
- 1966: Salvador Moreno Fernández, militar y político español (n. 1886).
- 1967: Robert Daniel Carmichael, matemático estadounidense (n. 1879).
- 1969: Robert Arthur, escritor estadounidense (n. 1909).
- 1969: Franz von Papen, diplomático alemán (n. 1878).
- 1972: J. Edgar Hoover, criminólogo estadounidense (n. 1895).
- 1977: Nicholas Magallanes, bailarín de ballet estadounidense (n. 1922).
- 1979: Giulio Natta, químico italiano (n. 1903).
- 1982: Hugh Marlowe, actor estadounidense (n. 1911).
- 1985: Attilio Bettega, piloto de rallys italiano (n. 1953).
- 1986: Henri Toivonen, piloto de rallys finlandés (n. 1956).
- 1989: Giuseppe Siri, cardenal italiano (n. 1906).
- 1991: José Jorge González, futbolista uruguayo (n. 1944).
- 1993: Juana Lecaros, pintora y escritora chilena (n. 1920).
- 1996: María Luisa Ponte, actriz española (n. 1918).
- 1997: Paulo Freire, pedagogo brasileño (n. 1921).
- 1998: Justin Fashanu, futbolista británico (n. 1961).
- 1998: Hide (Hideto Matsumoto), guitarrista japonés, de la banda X Japan (n. 1964).
- 1998: Antonio Herrero, periodista radiofónico español (n. 1955).
- 1999: Oliver Reed, actor británico (n. 1938).
- 2004: Samantha Dorfflinger, conductora de televisión y modelo ecuatoriana (n. 1981).
- 2009: Marilyn French, escritora estadounidense (n. 1929).
- 2010: Santiago Carlos Oves, guionista y cineasta argentino (n. 1941).

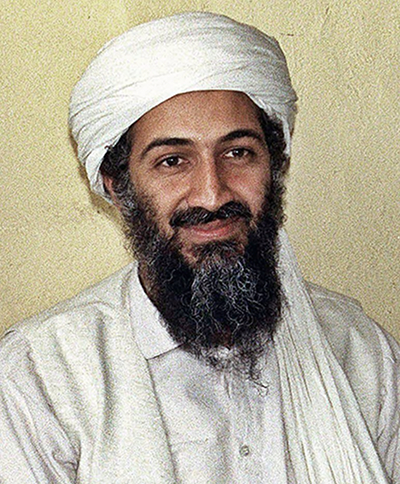
Osama bin Laden.

- 2011: Osama bin Laden, terrorista árabe, líder de Al Qaeda (n. 1957).
- 2012: Junior Seau, jugador estadounidense de fútbol americano (n. 1969).
- 2013: Jeff Hanneman, guitarrista estadounidense, de la banda Slayer (n. 1964).
- 2014: Efrem Zimbalist Jr., actor estadounidense (n. 1918).
- 2015: Maya Plisétskaya, bailarina y coreógrafa rusa (n. 1925).
- 2015: Michael Blake, autor y guionista estadounidense (n. 1945).
- 2015: Ruth Rendell, escritora británica (n. 1930).
- 2016: Fernando Soto Aparicio, fue un escritor, guionista y profesor colombiano. (n. 1933).
- 2016: Afeni Shakur, líder pacifista estadounidense (n. 1947).
- 2017: Abelardo Castillo, escritor argentino (n. 1935).
- 2019: Juan Vicente Torrealba, músico y compositor venezolano (n. 1917).
- 2019: Rafael Hernández Colón, político puertorriqueño, gobernador de Puerto Rico entre 1973-1977 y 1985-1993 (n. 1936).
- 2019: Antunes Filho, director de teatro brasileño (n. 1929).
- 2020: Cady Groves, cantante y compositora estadounidense (n. 1989).
- 2020: Idir, cantante argelino (n. 1949).
- 2021: Carlos Romero Barceló, político puertorriqueño, gobernador de Puerto Rico entre 1977 y 1985 (n. 1932).
- 2021: Jesús Hilario Tundidor, poeta español (n. 1935).
- 2021: Bobby Unser, piloto estadounidense de automovilismo (n. 1934).
- 2022: María José Cantilo, cantautora argentina (n. 1953).
- 2022: Vitali Dzerbianiou, halterófilo bielorruso (n. 1976).
- 2022: Biancamaria Frabotta, escritora italiana (n. 1946).
- 2022: Joseph Raz, escritor, profesor universitario, filósofo y abogado israelí (n. 1939).
- 2023: Tori Bowie, atleta y medallista olímpica estadounidense (n. 1990).
- 2023: Barbara Bryne, actriz británica-estadounidense (n. 1929).
- 2023: Heidy Forster, actriz suizo-alemana (n. 1931).
- 2023: Arun Gandhi, escritor y activista indio (n. 1934).
- 2023: Bernard Lapasset, jugador y dirigente de rugby francés (n. 1947).
- 2023: Ruth Porta, política española (n. 1957).
- 2023: Damir Šolman, baloncestista y medallista olímpico croata (n. 1948).
- 2023: Valentin Yudashkin, diseñador de moda ruso (n. 1963).

## Celebraciones
- Día Mundial del Atún.

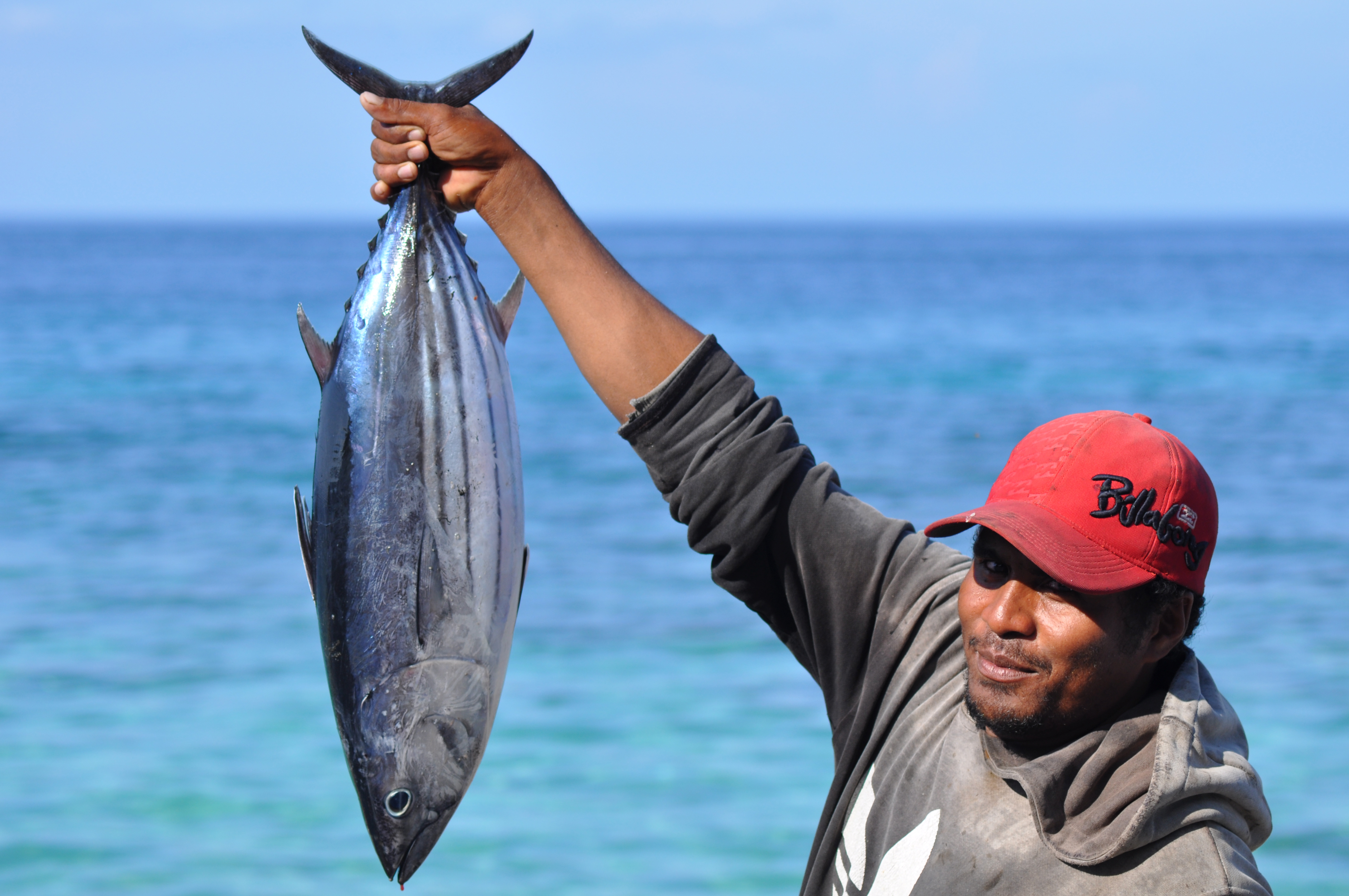
Día Mundial del Atún.

- Día Internacional contra el Acoso Escolar o Bullying.

- Día Mundial del Asma.
Se celebra bajo los auspicios de la Organización Mundial de la Salud, la GINA (Iniciativa Mundial Contra el Asma).

 Por países
(Por orden alfabético)
- Argentina:
  - Día Nacional del Crucero General Belgrano.[1]
Conmemoración del hundimiento del ARA General Belgrano. El 2 de mayo de 1982, durante la Guerra de Malvinas, el ARA General Belgrano fue atacado por un submarino británico que causó su hundimiento y la muerte de 323 personas.
  - Día del Docente Universitario de la Universidad Tecnológica Nacional (UTN) ó Docente Tecnológico.[2]

- España:
  - Día de la Comunidad de Madrid.
  - Caravaca de la Cruz: Caballos del Vino.

- Indonesia: 
  - Hari Pendidikan Nasional (Día Nacional de la Educación).

- Irán: 
  - Día del Maestro.

- Perú: 
  - Combate del Callao.

- Polonia: 
  - Día de la bandera.
(en polaco: Dzień Flagi Rzeczypospolitej Polskiej).

### Santoral católico

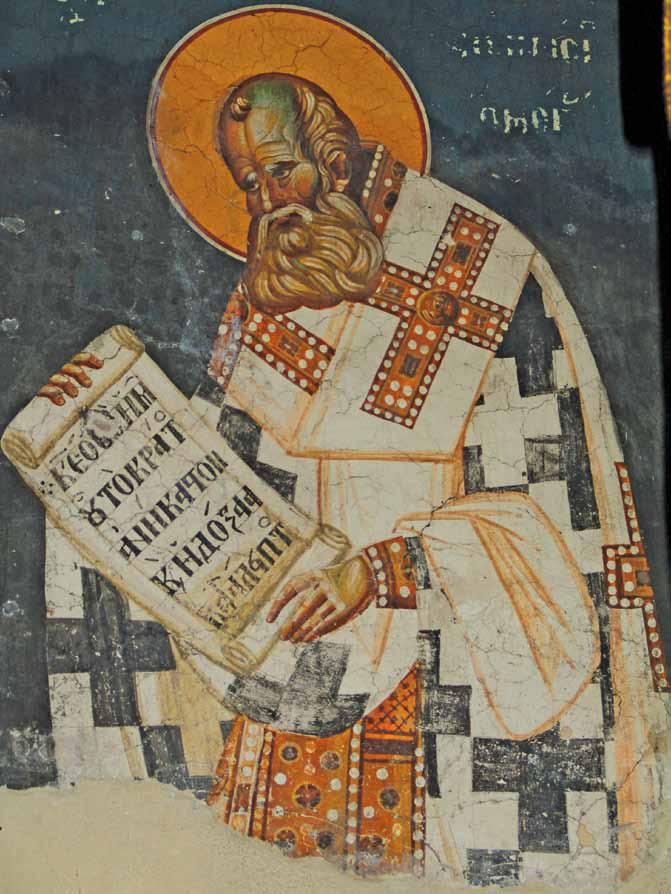
San Atanasio de Alejandría.
Fresco de la iglesia de la Theotokos Peribleptos en Ohrid, Macedonia del Norte.

- San Atanasio de Alejandría, obispo y doctor de la Iglesia (f. 373).[3][4](imagen ilustrativa).
- Santos Hespero, Zoe, Ciriaco y Teódulo de Atalia, mártires (s. II).[4]
- San Félix de Hispalis, diácono y mártir (s. IV).[4][5]

- Santos Vindemial de Capsa y Longinos de Pamaria, obispos y mártires (f. 483).[4]
- San Waldeberto de Luxeuil, abad (f. 665).[4]
- Santa Viborada de Sankt Gallen, virgen y mártir (f. 926).[4]
- San Antonino de Florencia, obispo (f. 1459).[6]
- San José María Rubio Peralta, presbítero (f. 1929).

- Beato Nicolás Hermansson, obispo (f. 1391).[4]
- Beato Guillermo Tirry, presbítero y mártir (f. 1654).[4]
- Beato José Nguyên Van Luu, catequista y mártir (f. 1854).
- Beato Boleslao Strzelecki, presbítero y mártir (f. 1941).[4]

 Por países
(Por orden alfabético)
- España:
  - Ávila: Día de San Segundo.
  - Pinos del Valle (Granada), continúan las Fiestas de la Cruz en honor del Santo Cristo del Zapato
  - El Carpio (Córdoba): romería de Nuestro Señor Ecce-Homo, patrón de El Carpio.